# Charles Jerome Hopkins
Charles Jerome Hopkins (* 4. April 1836 in Burlington/Vermont; † 4. November 1898 in Athenia, New Jersey) war ein US-amerikanischer Komponist, Musiklehrer und -förderer.
Hopkins studierte zunächst Medizin, dann Musik und wurde Musiklehrer. 1856 gründete er in New York City die American Music Association, 1865 die Orpheon Free Music Schools und 1868 eine Musikzeitschrift. Von seinen über siebenhundert Werken sind seine zwei Opern, eine Sinfonie, die mit drei Chören, zwei Orgeln, Orchester, Harfe und Kantor besetzten Osterfestvespern und die Fantasie für fünf Klaviere besonders zu nennen. Daneben gab er Sammlungen von Orgelmusik und mehrere Gesangbücher heraus.
| Personendaten    | Personendaten                                          |
| ---------------- | ------------------------------------------------------ |
| NAME             | Hopkins, Charles Jerome                                |
| ALTERNATIVNAMEN  | Hopkins, Edward Jerome                                 |
| KURZBESCHREIBUNG | US-amerikanischer Komponist, Musiklehrer und -förderer |
| GEBURTSDATUM     | 4. April 1836                                          |
| GEBURTSORT       | Burlington, Vermont                                    |
| STERBEDATUM      | 4. November 1898                                       |
| STERBEORT        | Athenia, New Jersey                                    |